# Bristol City WFC
A Bristol City Women FC egy angol másodosztályú női labdarúgócsapat. Székhelye a Bristol területén elhelyezkedő Filtonban található. Hazai mérkőzéseiket Bathban, a Twerton Parkban rendezik.

## Története
A Bristol Rovers WFC 1998-ban kezdte meg működését, majd Bristol Academy WFC névre keresztelték át a csapatot 2005-ben és a sportakadémia a Filtoni Főiskolába tette át székhelyét.
2015-ben az Academy búcsúzni kényszerült az első osztálytól és a következő szezonkezdet előtt a Bristol City FC átvette az egyesületet és az FA jóváhagyásával folytathatták szereplésüket az FA WSL 2-ben.

## Sikerlista
- Premier League Southern Division győztes (1): 2002–03
- South West Combination győztes (1): 2000–01

## Játékoskeret
2023. szeptember 13-tól
| #  |     | Poszt | Név                                              |
| -- | --- | ----- | ------------------------------------------------ |
| 1  | ENG | K     | Fran Bentley                                     |
| 13 | WAL | K     | Olivia Clark                                     |
| 25 | ENG | K     | Erin Foley                                       |
|    | USA | K     | Kaylan Marckese (kölcsönben az Arsenaltól)       |
| 2  | WAL | V     | Ella Powell                                      |
| 4  | ENG | V     | Naomi Layzell                                    |
| 5  | ENG | V     | Brooke Aspin (kölcsönben a Chelsea-től)          |
| 11 | SCO | V     | Jamie-Lee Napier                                 |
| 12 | IRL | V     | Chloe Mustaki                                    |
| 20 | ENG | V     | Maddi Wilde                                      |
| 29 | ENG | V     | Mari Ward                                        |
| 44 | JAM | V     | Satara Murray                                    |
|    | DEN | V     | Sille Struck                                     |
|    | ENG | V     | Jess Simpson (kölcsönben a Manchester Unitedtől) |

| #  |     | Poszt | Név             |
| -- | --- | ----- | --------------- |
| 6  | IRL | KP    | Megan Connolly  |
| 8  | SCO | KP    | Amy Rodgers     |
| 15 | ENG | KP    | Jasmine Bull    |
| 16 | ENG | KP    | Emily Syme      |
| 17 | ENG | KP    | Fearne Slocombe |
| 19 | NIR | KP    | Rachel Furness  |
| 7  | SCO | CS    | Abi Harrison    |
| 9  | JAM | CS    | Shania Hayles   |
| 17 | DEN | CS    | Amalie Thestrup |
| 24 | WAL | CS    | Ffion Morgan    |
| 27 | ENG | CS    | Jessica Wooley  |
| 28 | WAL | CS    | Tianna Teisar   |
|    | WAL | CS    | Carrie Jones    |

### Kölcsönben
| #  |     | Poszt | Név                                                    |
| -- | --- | ----- | ------------------------------------------------------ |
| 14 | USA | V     | Vicky Bruce (kölcsönben a Western Sydney Wanderersnél) |

## Korábbi híres játékosok
| - Sophie Baggaley - Aggie Beever-Jones - Lia Cataldo - Mary Earps - Jodie Hutton - Melissa Lawley - Aimee Palmer - Poppy Pattinson - Ebony Salmon - Millie Turner - Chloe Logarzo - Julie Biesmans - Yana Daniëls - Lorca Van De Putte - Juliette Kemppi | - Danique Kerkdijk - Lily Agg - Cson Kul - Rosella Ayane - Tatiana Pinto - Frankie Brown - Eartha Cumings - Claire Emslie - Lucy Hope - Charlie Estcourt - Gemma Evans - Lily Woodham - Megan Wynne - Olivia Chance - Katie Rood |